# Фабіан Шер
Фабіан Шер (нім. Fabian Schär, нар. 20 грудня 1991, Віль) — швейцарський футболіст, захисник «Ньюкасл Юнайтед» та національної збірної Швейцарії.

## Клубна кар'єра
Народився 20 грудня 1991 року в місті Віль. Вихованець футбольної школи клубу «Віль». Дорослу футбольну кар'єру розпочав 2009 року в основній команді того ж клубу, в якій провів три сезони, взявши участь у 52 матчах другого дивізіону Швейцарії. 

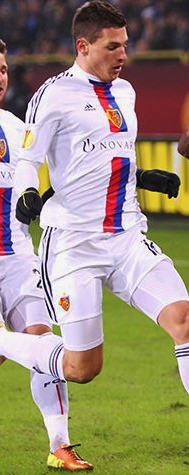
Фабіан Шер під час виступів за «Базель». 2015 рік.

В липні 2012 року приєднався до складу «Базеля», підписавши трирічний контракт. Протягом трьох років у команді тричі вигравав чемпіонат Швейцарії.
4 червня 2015 року Шер перейшов у «Гоффенгайм 1899», підписавши контракт до 2019 року. У першому сезоні був основним гравцем, але потім втратив місце в основі і у сезоні 2016/17 зіграв лише 6 матчів у Бундеслізі. Через це 21 липня 2017 року Фабіан перейшов у іспанське «Депортіво», з яким у першому ж сезоні вилетів з Ла Ліги.
8 січня 2024 року продовжив контракт з «Ньюкасл Юнайтед» до червня 2025 року.

## Виступи за збірні
Протягом 2010–2013 років залучався до складу молодіжної збірної Швейцарії. На молодіжному рівні зіграв у 7 офіційних матчах, забив 1 гол.
2012 року захищав кольори олімпійської збірної Швейцарії на Олімпійських іграх 2012 року у Лондоні, зігравши у двох матчах, проте збірна не вийшла з групи.
14 серпня 2013 року дебютував в офіційних матчах у складі національної збірної Швейцарії в товариській грі проти збірної Бразилії, а вже наступного року був включений до заявки збірної на чемпіонат світу 2014 року у Бразилії. Шер не грав перші дві гри проти Еквадору і Франції, проте через травму Стіва фон Бергена Фабіан Шер вийшов в основі у третьому матчі проти Гондурасу, утворивши дует з Йоганом Джуру. Швейцарія перемогла 3:0 і Шер також зіграв у матчі 1/8 фіналу проти Аргентини, в якому швейцарці програли 0:1 і покинули турнір.
Через два роки Фабіан поїхав на чемпіонат Європи 2016 року у Франції. Там у першому ж матчі проти Албанії (1:0) він забив єдиний і переможний гол, загалом же зігравши у всіх чотирьох іграх. Також як основним гравець Шер вирушив на чемпіонат світу 2018 року у Росії.

## Титули і досягнення
- Чемпіон Швейцарії (3):

«Базель»:  2012–13, 2013–14, 2014–15
- Володар Кубка Футбольної ліги (1):

«Ньюкасл Юнайтед»: 2024-25
| Дата       | Місто               | Господарі         | Результат               | Гості                | Турнір                                         | Голи | Примітки   |
| ---------- | ------------------- | ----------------- | ----------------------- | -------------------- | ---------------------------------------------- | ---- | ---------- |
| 14-8-2013  | Базель              | Швейцарія         | 1 – 0                   | Бразилія             | товариський матч                               | -    | 46'        |
| 6-9-2013   | Берн                | Швейцарія         | 4 – 4                   | Ісландія             | Відбір до ЧС 2014                              | 1    |            |
| 10-9-2013  | Осло                | Норвегія          | 0 – 2                   | Швейцарія            | Відбір до ЧС 2014                              | 2    |            |
| 11-10-2013 | Тирана              | Албанія           | 1 – 2                   | Швейцарія            | Відбір до ЧС 2014                              | -    | 80'        |
| 15-11-2013 | Сеул                | Південна Корея    | 2 – 1                   | Швейцарія            | товариський матч                               | -    | 46'        |
| 3-6-2014   | Люцерн              | Швейцарія         | 2 – 0                   | Перу                 | товариський матч                               | -    |            |
| 25-6-2014  | Манаус              | Гондурас          | 0 – 3                   | Швейцарія            | ЧС 2014 - 1-й етап                             | -    |            |
| 1-7-2014   | Сан-Паулу           | Аргентина         | 1 – 0 д.ч.              | Швейцарія            | ЧС 2014 - 1/8 фіналу                           | -    |            |
| 15-11-2014 | Санкт-Галлен        | Швейцарія         | 4 – 0                   | Литва                | Відбір до ЧЄ 2016                              | 1    |            |
| 18-11-2014 | Вроцлав             | Польща            | 2 – 2                   | Швейцарія            | товариський матч                               | -    |            |
| 27-3-2015  | Люцерн              | Швейцарія         | 3 – 0                   | Естонія              | Відбір до ЧЄ 2016                              | 1    |            |
| 31-3-2015  | Цюрих               | Швейцарія         | 1 – 1                   | США                  | товариський матч                               | -    |            |
| 14-6-2015  | Вільнюс             | Литва             | 1 – 2                   | Швейцарія            | Відбір до ЧЄ 2016                              | -    |            |
| 5-9-2015   | Базель              | Швейцарія         | 3 – 2                   | Словенія             | Відбір до ЧЄ 2016                              | -    | 56'        |
| 8-9-2015   | Лондон              | Англія            | 2 – 0                   | Швейцарія            | Відбір до ЧЄ 2016                              | -    |            |
| 9-10-2015  | Санкт-Галлен        | Швейцарія         | 7 – 0                   | Сан-Марино           | Відбір до ЧЄ 2016                              | -    |            |
| 13-11-2015 | Трнава              | Словаччина        | 3 – 2                   | Швейцарія            | товариський матч                               | -    |            |
| 25-3-2016  | Дублін              | Ірландія          | 1 – 0                   | Швейцарія            | товариський матч                               | -    |            |
| 29-3-2016  | Цюрих               | Швейцарія         | 0 – 2                   | Боснія і Герцеговина | товариський матч                               | -    | 38' 46'    |
| 3-6-2016   | Лугано              | Швейцарія         | 2 – 1                   | Молдова              | товариський матч                               | -    |            |
| 11-6-2016  | Ленс                | Албанія           | 0 – 1                   | Швейцарія            | ЧЄ 2016 - 1-й етап                             | 1    | 14'        |
| 15-6-2016  | Париж               | Румунія           | 1 – 1                   | Швейцарія            | ЧЄ 2016 - 1-й етап                             | -    |            |
| 19-6-2016  | Вільнев-д'Аск       | Швейцарія         | 0 – 0                   | Франція              | ЧЄ 2016 - 1-й етап                             | -    |            |
| 25-6-2016  | Сент-Етьєн          | Швейцарія         | 1 – 1 д.ч. (4 - 5 п.п.) | Польща               | ЧЄ 2016 - 1/8 фіналу                           | -    | 55'        |
| 6-9-2016   | Базель              | Швейцарія         | 2 – 0                   | Португалія           | Відбір до ЧС 2018                              | -    |            |
| 7-10-2016  | Будапешт            | Угорщина          | 2 – 3                   | Швейцарія            | Відбір до ЧС 2018                              | -    |            |
| 10-10-2016 | Андорра-ла-Велья    | Андорра           | 1 – 2                   | Швейцарія            | Відбір до ЧС 2018                              | 1    | 50'        |
| 13-11-2016 | Люцерн              | Швейцарія         | 2 – 0                   | Фарерські острови    | Відбір до ЧС 2018                              | -    |            |
| 25-3-2017  | Каруж               | Швейцарія         | 1 – 0                   | Латвія               | Відбір до ЧС 2018                              | -    | 52'        |
| 31-8-2017  | Санкт-Галлен        | Швейцарія         | 3 – 0                   | Андорра              | Відбір до ЧС 2018                              | -    |            |
| 3-9-2017   | Рига                | Латвія            | 0 – 3                   | Швейцарія            | Відбір до ЧС 2018                              | -    |            |
| 7-10-2017  | Базель              | Швейцарія         | 5 – 2                   | Угорщина             | Відбір до ЧС 2018                              | -    |            |
| 10-10-2017 | Лісабон             | Португалія        | 2 – 0                   | Швейцарія            | Відбір до ЧС 2018                              | -    |            |
| 9-11-2017  | Белфаст             | Північна Ірландія | 0 – 1                   | Швейцарія            | Відбір до ЧС 2018                              | -    | 5'         |
| 12-11-2017 | Лісабон             | Швейцарія         | 0 – 0                   | Північна Ірландія    | Відбір до ЧС 2018                              | -    |            |
| 23-3-2018  | Афіни               | Греція            | 0 – 1                   | Швейцарія            | товариський матч                               | -    |            |
| 27-3-2018  | Базель              | Швейцарія         | 6 – 0                   | Панама               | товариський матч                               | -    | 69'        |
| 3-6-2018   | Віла-Реал (Іспанія) | Іспанія           | 1 – 1                   | Швейцарія            | товариський матч                               | -    |            |
| 8-6-2018   | Лугано              | Швейцарія         | 2 – 0                   | Японія               | товариський матч                               | -    |            |
| 17-6-2018  | Ростов-на-Дону      | Бразилія          | 1 – 1                   | Швейцарія            | ЧС 2018 - груповий етап                        | -    | 65'        |
| 22-6-2018  | Калінінград         | Сербія            | 1 – 2                   | Швейцарія            | ЧС 2018 - груповий етап                        | -    |            |
| 27-6-2018  | Нижній Новгород     | Швейцарія         | 2 – 2                   | Коста-Рика           | ЧС 2018 - груповий етап                        | -    | 83'        |
| 8-9-2018   | Санкт-Галлен        | Швейцарія         | 6 – 0                   | Ісландія             | Ліга націй УЄФА 2018-2019 - 1-й етап           | -    | 11'        |
| 11-9-2018  | Лестер              | Англія            | 1 – 0                   | Швейцарія            | товариський матч                               | -    |            |
| 12-10-2018 | Брюссель            | Бельгія           | 2 – 1                   | Швейцарія            | Ліга націй УЄФА 2018-2019 - 1-й етап           | -    |            |
| 15-10-2018 | Рейк'явік           | Ісландія          | 1 – 2                   | Швейцарія            | Ліга націй УЄФА 2018-2019 - 1-й етап           | -    | 74'        |
| 14-11-2018 | Лугано              | Швейцарія         | 0 – 1                   | Катар                | товариський матч                               | -    |            |
| 23-3-2019  | Тбілісі             | Грузія            | 0 – 2                   | Швейцарія            | Відбір до ЧЄ 2020                              | -    |            |
| 5-6-2019   | Порту               | Португалія        | 3 – 1                   | Швейцарія            | Ліга націй УЄФА 2018-2019 - півфінал           | -    | 68'        |
| 9-6-2019   | Гімарайнш           | Швейцарія         | 0 – 0 д.ч. (5-6 п.п.)   | Англія               | Ліга націй УЄФА 2018-2019 - матч за 3-тє місце | -    |            |
| 5-9-2019   | Дублін              | Ірландія          | 1 – 1                   | Швейцарія            | Відбір до ЧЄ 2020                              | 1    | 90+7'      |
| 8-9-2019   | Сьйон               | Швейцарія         | 4 – 0                   | Гібралтар            | Відбір до ЧЄ 2020                              | -    |            |
| 12-10-2019 | Копенгаген          | Данія             | 1 – 0                   | Швейцарія            | Відбір до ЧЄ 2020                              | -    |            |
| 15-10-2019 | Женева              | Швейцарія         | 2 – 0                   | Ірландія             | Відбір до ЧЄ 2020                              | -    |            |
| 7-10-2020  | Санкт-Галлен        | Швейцарія         | 1 – 2                   | Хорватія             | товариський матч                               | -    | 76'        |
| 10-10-2020 | Мадрид              | Іспанія           | 1 – 0                   | Швейцарія            | Ліга націй УЄФА 2020-2021 - 1-й етап           | -    | 30'        |
| 13-10-2020 | Кельн               | Німеччина         | 3 – 3                   | Швейцарія            | Ліга націй УЄФА 2020-2021 - 1-й етап           | -    | 28', 90+4' |
| 11-11-2020 | Геверле             | Бельгія           | 2 – 1                   | Швейцарія            | товариський матч                               | -    |            |
| Усього     |                     | Матчів            | 58                      |                      | Голів                                          | 8    |            |